# Monumento a Ayrton Senna

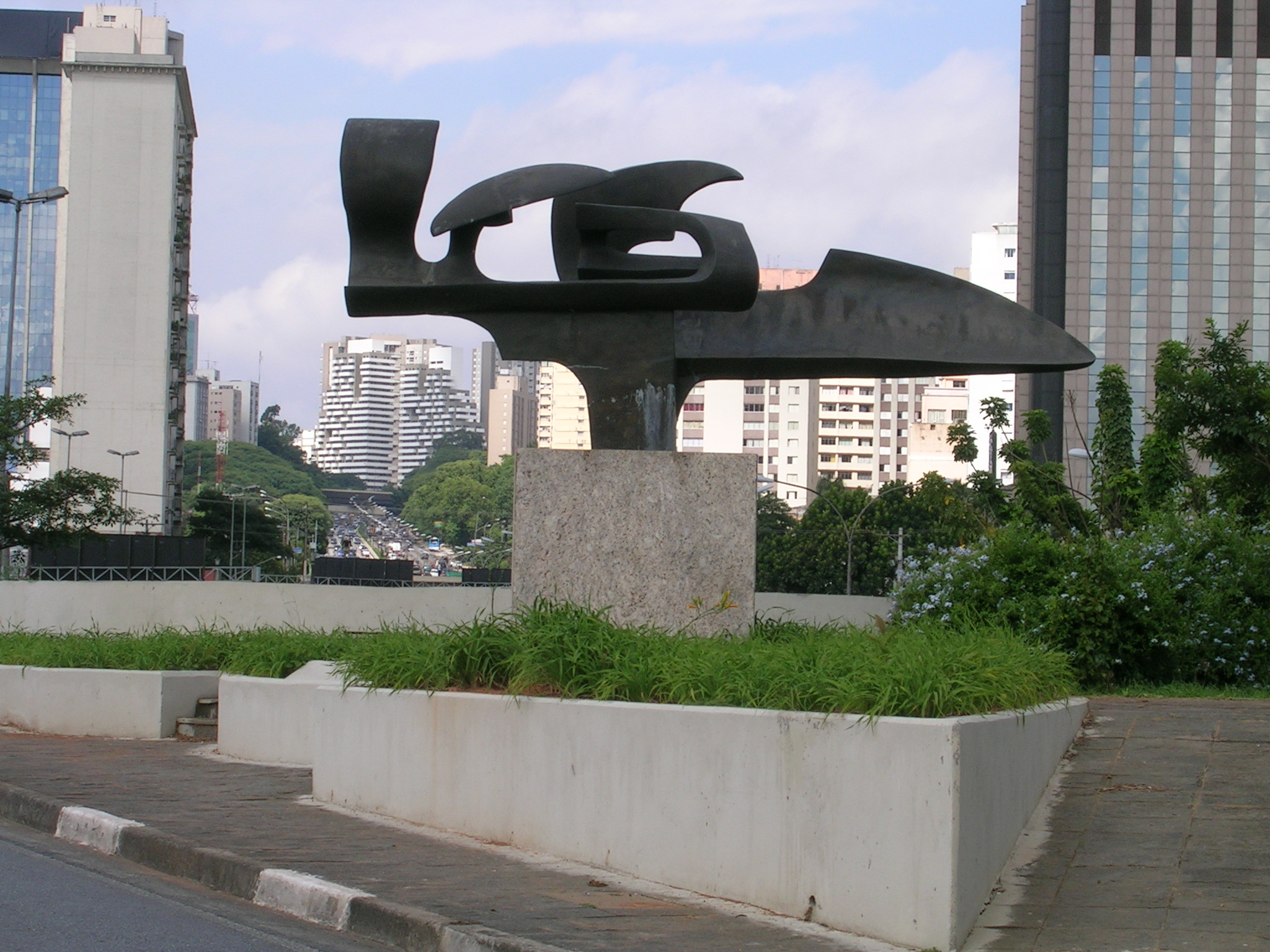
Monumento a Ayrton Senna.

El Monumento a Ayrton Senna es una escultura de bronce de 5 metros localizada en la ciudad brasileña de São Paulo, capital del estado homónimo. Se encuentra en la entrada del túnel que pasa por debajo del Parque Ibirapuera. Es una obra de la artista Melina García y fue inaugurada en 1995. El nombre del monumento es Velocidade, Alma, Emoção.